# 愛媛県立東温高等学校
愛媛県立東温高等学校（えひめけんりつとうおんこうとうがっこう）は、愛媛県東温市（旧重信町）にある高等学校である。部活動が盛んである。生徒の多くが市内の重信中学校と川内中学校から集まる。

## 沿革
（沿革節の主要な出典は公式サイト）
- 1948年（昭和23年）12月1日 - 東温六ヵ村（小野村・南吉井村・北吉井村・拝志村・川上村・三内村）学校組合の負担により、県立東温高校設立。定時制農業科1学級。
- 1949年4月1日 - 定時制普通科設置。
- 1956年4月1日 - 全日制に移管。
- 1965年3月31日 - 農業科廃止。
- 1968年4月1日 - 商業科設置。
- 1972年4月1日 - 衛生看護科設置。
- 1998年（平成10年）10月2日 - 創立50周年記念式典挙行。
- 2004年3月1日 - 衛生看護科閉科。

卒業生累計 17,032名（平成18年3月1日時点）

## 校訓
- 自律 自らを律し、責任持って行動する強い心を育てる。
- 錬磨 心身を鍛錬し、学芸を磨き、豊かな創造力を育てる。
- 敬愛 互いに敬愛し、人を思いやる心、温かい心を育てる。

## 設置学科
全日制
- 普通科（6学級）
- 商業科（2学級）
- 衛生看護科（平成16年度をもって廃止）

## 主な行事
- 4月 入学式 集団研修（1年） 東温市総合運動公園
- 5月 皿ヶ嶺登山
- 6月 修学旅行（2年） 道南・道東・沖縄・オーストラリア
- 7月 グループマッチ
- 9月 体育祭 文化祭
- 12月 クラスマッチ
- 2月 マラソン大会（1・2年） 男子6km・女子4km
- 3月 卒業証書授与式

## 校舎・特別な施設
- 第1教棟―1
- 第1教棟―2
- 第1教棟―3
- 第2教棟
- 第3教棟

- くぬぎ会館
- 武道場
- 講堂
- プール
- 体育館
- テニスコート
- トレーニングルーム
- トンボの池

## 部活動
体育部
- 陸上競技
- 水泳
- バスケットボール
- ハンドボール
- バレーボール
- サッカー
- テニス
- ソフトテニス
- 卓球
- バドミントン
- ソフトボール
- 野球
- 柔道
- 剣道
- 銃剣道
- 弓道
- ダンス
- 応援

文化部
- 文芸
- 郷土国際研究
- 園芸自然科学
- 吹奏楽
- コーラス
- 美術
- 書道
- 写真
- 新聞
- 放送
- 茶道
- 華道
- 電卓
- ワープロ
- 簿記
- 経済調査
- JRC
- 演劇
- ハンドワーク

1年生は全員部活に加入、2・3年生は自由加入である。

## 所在地
愛媛県東温市志津川960

## 最寄駅
- 伊予鉄道横河原線 : 見奈良駅・愛大医学部南口駅

## 著名な出身者
- 片山來夢（スノーボード選手）
- 広崎うらん（コレオグラファー、演出家、女優）